# ブライアン・アダムス
ブライアン・アダムス（Bryan Adams OC OBC FRPS, 1959年11月5日 - ）は、カナダ・オンタリオ州キングストン出身のシンガーソングライター。
写真家としても活動しており、雑誌などでその腕前を披露している。ヴィーガンである。

## 経歴

### デビューから『レックレス』でのブレイクまで
10代から音楽活動を始め、19歳でA&Mレコードとソングライターとして契約。すぐに歌手としても契約を結んだ。
1980年2月、デビュー・アルバム『ギヴ・ミー・ユア・ラヴ』、1981年6月に2作目のアルバム『ジェラシー』を発表。1983年1月に発表された3作目のアルバム『カッツ・ライク・ア・ナイフ』が全米アルバムチャート8位（全英21位）となり、「フロム・ザ・ハート」が全米チャート10位（全英51位）、「カッツ・ライク・ア・ナイフ」が全米チャート15位（カナダ12位）、「ディス・タイム」が全米チャート24位（カナダ32位、全英41位）と、3作のリカット・シングルがヒットした。
1984年にリリースされた4作目のアルバム『レックレス』が世界でヒットし、年間チャートでもブルース・スプリングスティーンの『ボーン・イン・ザ・U.S.A.』に次ぐ2位を記録した。シングル・カットされた「ヘヴン」が、自身初のビルボードシングルチャート全米ナンバーワンとなった（カナダ11位、全英38位）。その他、「ラン・トゥ・ユー」「サムバディ」「想い出のサマー」「イッツ・オンリー・ラヴ」のリカット・シングルもヒットした。

### 「アイ・ドゥ・イット・フォー・ユー」のヒット
1987年に、5作目のアルバム『イントゥ・ザ・ファイヤー』をリリース。前作ほどではないものの全米7位、全英10位と好調なセールスを記録した。
1989年に、クリント・イーストウッド主演の映画『ピンク・キャデラック』で劇中曲の作詞を担当。これが縁で、イーストウッド演じる主人公がリノに向かう途中に寄るガソリンスタンドの従業員の役でカメオ出演した。
1991年に4年ぶりのアルバムとなる『ウェイキング・アップ・ザ・ネイバーズ』を発売、全米チャート6位、全英では初の1位を獲得し、初めてイギリスでのチャート順位がアメリカを上回り、前作を超えるセールスを記録。先行シングル「アイ・ドゥ・イット・フォー・ユー」は、映画『ロビン・フッド』のテーマ曲となり、全米チャート7週連続で1位、年間ランキングのトップとなった。全英では1位を16週連続で獲得してギネスブックに最長連続1位として登録され、スウェーデンとオランダで11週連続、カナダでは39週連続で1位を記録したほか、ドイツ、ベルギー、オーストリア、スイス、フィンランド、ノルウェー、デンマークのチャートも制覇した。
1993年、ロッド・スチュワート、スティングとの3人で「オール・フォー・ラヴ」をリリース。これは、映画『三銃士』のテーマ曲となったことにちなんで、3人で「三銃士」を結成したもので、全米チャート1位（全英2位）となった。同年、ベスト・アルバム『ソー・ファー・ソー・グッド - ブライアン・アダムス・ベスト』を発売。全米6位、全英1位。

### イギリスでの人気とアメリカでの失速

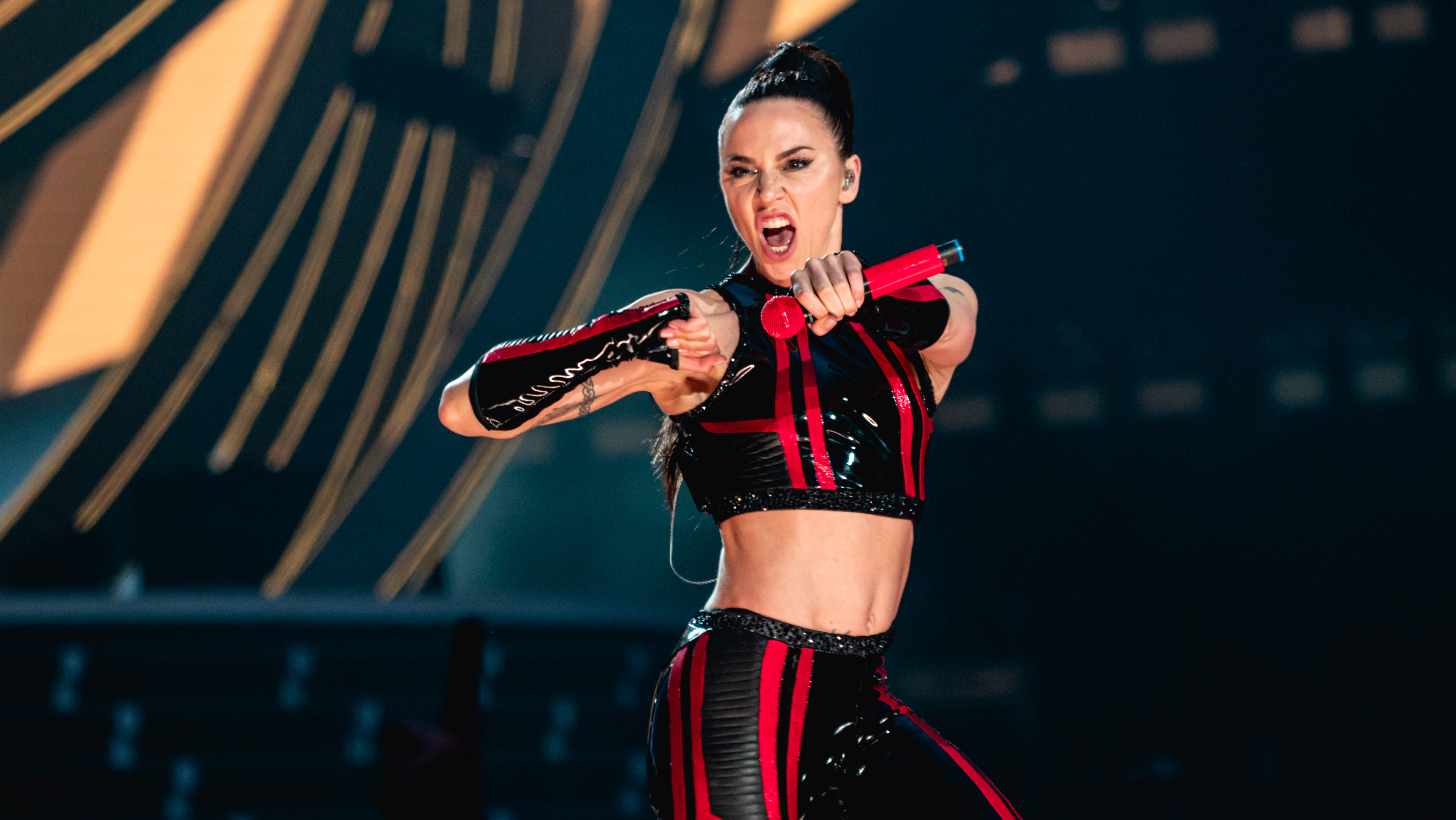
「ウエン・ユア・ゴーン」で共演したメラニーC

1996年、5年ぶりとなるアルバム『18 TIL I DIE』をリリース。本作は、全米では以前ほどの大ヒットに至らず最高31位に甘んじたが、全英では1位を獲得した。シングル・カットされた『ドンファン』の主題歌「リアリー・ラヴド・ア・ウーマン」がヒット。
1997年には、MTVの人気番組『MTVアンプラグド』に出演、指揮者のマイケル・ケイメンとの初共演で、自身の持ち歌を大胆にリアレンジした意欲作となった。後に、ライブ・アルバム『MTVアンプラグド』としてリリース。
1998年、アルバム『デイ・ライク・トゥデイ』発表、全英では11位と健闘するものの、全米では103位とこれまでになく低迷。以後、本人もイギリスをマーケットの中心に据えるようになった。リカット・シングル「ウエン・ユア・ゴーン」は、スパイス・ガールズのメラニーCとのデュエット曲で、全英チャート3位を記録した。
英米での人気の逆転傾向を顕著に示したのが、1999年発表のベスト・アルバム『ベスト・オブ・ミー - ブライアン・アダムス・ベスト2』で、この作品は欧州と日本では同年に発売され、全英で12位を記録するものの、アメリカでの正式な発売は3年後の2002年であった。これは、本作に合わせたワールド・ツアーのアメリカ・ツアー開始に合わせたものである。

### 2000年代
2002年にはドリームワークスのアニメ『スピリット』のサウンドトラックを発表。映画の興行的な不振もあってさほど話題にはならなかったが、本作はアダムスが初めて手がけたサウンドトラックで全米40位、全英8位を記録した。
2004年には、6年ぶりとなるアルバム『ルーム・サービス』をリリース。これは、長いワールド・ツアー中に制作され、すべての楽曲が世界各国のホテルの室内で録音されているユニークなアルバムである。また、プライベートでも仲が良かった、前年に急逝のマイケル・ケイメンへの追悼の意も込められている。全英4位、全欧州で1位を記録している。
デビュー25周年の2005年は、総括的ベスト・アルバム『アンソロジー』（2枚組）をリリース。全米65位、全英30位となった。
2008年には11作目のスタジオ・アルバム『11』をリリースし、カナダ、スイスで1位を獲得。全11曲（日本盤は1曲ボーナストラックあり）、欧州11都市でプロモーションツアー11公演と「11」尽くしの作品となった。

### ミュージカル『プリティ・ウーマン』
2009年、1990年の映画『プリティ・ウーマン』のブロードウェイ・ミュージカル版の制作をディズニーに持ちかけた。しかし長年進展せず、7年後再び話を持ちかけるとプロデューサーのポーラ・ワグナーに紹介され、演出家のジェリー・ミッチェルと引き合わされた。アダムスはジム・ヴァランスを誘って2年間かけて作詞作曲を行ない、2018年3月に楽曲は完成した。2018年8月、ブロードウェイで『プリティ・ウーマン』が開幕し、2020年2月13日、ロンドンのウェスト・エンドで開幕した。

### 2010年代以降
2010年2月12日、バンクーバーオリンピック開会式にネリー・ファータドとともに登場し、「Bang the Drum」をデュエットした。
2011年4月、長年アダムスの個人アシスタントを務めてきたアリシア・グリマルディとの間に長女ミラベラ・バニーが誕生し、一児の父親になった。
2022年2月15日、公式Instagramのプロフィールにて、公式YouTubeチャンネルの開始を発表した。2018年にアダムスとジム・ヴァランスが作詞作曲したミュージカル『プリティ・ウーマン』のキャスト・レコーディングがリリースされた後、アダムス自身が歌った16曲を自身のYouTubeチャンネルで公開した。

## ディスコグラフィ

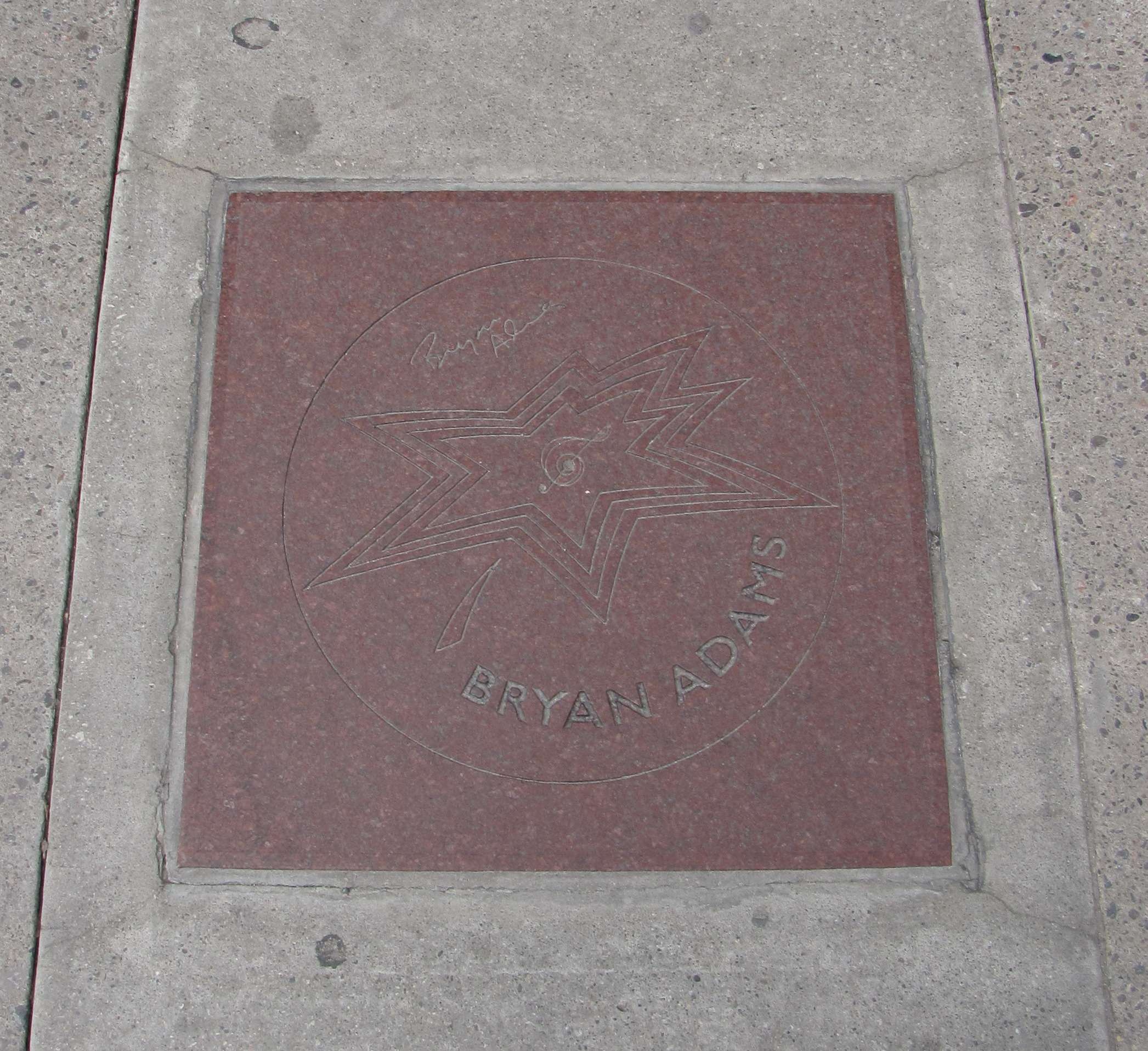
カナダの殿堂 "Canada's Walk of Fame"

### スタジオ・アルバム
- 『ギヴ・ミー・ユア・ラヴ』Bryan Adams（1980年）
- 『ジェラシー』You Want It You Got It（1981年）
- 『カッツ・ライク・ア・ナイフ』Cuts Like a Knife（1983年）
- 『レックレス』Reckless（1984年）
- 『イントゥ・ザ・ファイヤー』Into the Fire（1987年）
- 『ウェイキング・アップ・ザ・ネイバーズ』Waking Up the Neighbours（1991年）
- 『18 TIL I DIE』18 til I Die（1996年）
- 『デイ・ライク・トゥデイ』On a Day Like Today（1998年）
- 『スピリット オリジナル・サウンドトラック』Spirit: Stallion of the Cimarron（2002年）※映画『スピリット』サウンドトラック
- 『ルーム・サービス』Room Service（2004年）
- 『11』11（2008年）
- 『トラックス・オブ・マイ・イヤーズ』Tracks of My Years（2014年）※カバー・アルバム
- 『ゲット・アップ』Get Up（2015年）
- 『シャイン・ア・ライト』Shine a Light（2019年）
- Pretty Woman – The Musical（2022年）※配信のみ。ミュージカル・サウンドトラック
- 『ソー・ハッピー・イット・ハーツ』So Happy It Hurts（2022年）

### ライブ・アルバム
- 『ライヴ! ライヴ! ライヴ!』Live! Live! Live!（1988年）
- 『MTVアンプラグド』MTV Unplugged（1997年）
- Live at the Budokan（2003年）
- Bare Bones（2010年）
- Live at Sydney Opera House（2013年）
- Wembley 1996（2017年）
- Live at the Royal Albert Hall（2023年）

### コンピレーション・アルバム
- 『ヒッツ・オン・ファイヤー』Hits on Fire（1988年）
- 『ソー・ファー・ソー・グッド - ブライアン・アダムス・ベスト』So Far So Good（1993年）
- 『ベスト・オブ・ミー - ブライアン・アダムス・ベスト2』The Best of Me（1999年）
- 『アンソロジー』Anthology（2005年）
- 『アイコン〜ベスト・オブ・ブライアン・アダムス』Icon（2010年）
- 『アルティメイト〜グレイテスト・ヒッツ』Ultimate（2017年）
- Classic（2022年）※配信のみ。新録ベスト
- Classic Pt. II（2022年）※配信のみ。新録ベスト

## 日本公演
- 1983年 11月1日 渋谷公会堂、3日 日本青年館、4日 大阪御堂会館
- 1985年 10月27日 大阪城ホール、28日 大阪フェスティバルホール、30日・31日・11月1日 日本武道館
- 1988年 1月29日 横浜文化体育館、30日 静岡産業館、31日 名古屋レインボーホール、2月2日・3日 大阪城ホール、5日・6日・7日・9日・10日 日本武道館
- 1989年 12月31日 東京ドーム（ヒューイ・ルイス&ザ・ニュースと共催）
- 1990年 1月1日 東京ドーム（同上）
- 1992年 2月21日 仙台市体育館、23日 横浜アリーナ、25日 名古屋レインボーホール、27日 広島サンプラザ（風邪のため休演）、28日・29日 大阪城ホール、3月2日・3日・4日 代々木オリンピックプール、6日 日本武道館
- 1993年 2月8日 日本武道館
- 1994年 2月16日 大阪城ホール、18日・19日・20日 日本武道館
- 1997年 3月5日・6日 日本武道館、7日 名古屋レインボーホール、9日 マリンメッセ福岡、11日・12日 大阪城ホール、14日 横浜アリーナ、15日・16日 日本武道館
- 2000年 6月15日・16日 日本武道館、17日 名古屋市公会堂、19日 Zepp Fukuoka, 20日・21日 大阪厚生年金会館
- 2005年 4月23日 日本武道館、25日 Zepp Osaka, 26日 大阪厚生年金会館、27日 日本武道館
- 2012年 2月13日 大阪城ホール、14日 名古屋センチュリーホール、15日・16日 日本武道館
- 2017年 1月23日 大阪市中央体育館、24日 日本武道館
- 2023年 3月4日 仙台サンプラザホール、6日 大阪城ホール、7日 日本武道館、8日 Zepp Nagoya